# Tito Peduceu
Tito Peduceu (em latim: Titus Peducaeus) foi um político da gente Peduceia da República Romana nomeado cônsul sufecto em 35 a.C. com Públio Cornélio Dolabela.

## Carreira
Peduceu era membro de uma família senatorial romana, mas quase nada se sabe de sua carreira. A confusão entre as fontes é tamanha que os eventos nos quais Peduceu teria participado podem ser designados para diversos indivíduos de mesmo no em sua gente. Acredita-se que Tito Peduceu tenha sido o governador da Córsega e Sardenha em 48 a.C. (Apiano atribui-lhe o prenome "Sexto", o que tem sido questionado).
É possível que, em 40 a.C., Peduceu tenha sido legado de Lúcio Antônio na Hispânia e, juntamente com um certo Lúcio, receberam ordens de Otaviano de vigiarem Marco Antônio, enviado como procônsul da província logo depois de sua derrota na Campanha de Perúsia (40 a.C.). É certo que foi nomeado cônsul sufecto em 35 a.C. juntamente com Públio Cornélio Dolabela.